# 폐기물 계층

폐기물 계층.

폐기물 계층 개선판.

국제 재활용 화살표 아이콘. 3R 운동(reduce, reuse and recycle) 문구로 잘 알려져 있다.

폐기물 계층은 최선의 행위에서부터 최악의 행위에 이르는 행위에서 비롯되는 자원과 에너지 소비와 함께 환경 보호 과정 평가에 사용되는 도구이다. 이 계층은 지속 가능성에 기반을 둔, 선호되되는 계획 우선 순위를 구성한다. 지속 가능한 폐기물 관리는 기술적 사후처리 솔루션만으로만 해결이 불가능하며 통합적인 접근이 필수적이다.
폐기물 관리 계층은 폐기물을 줄이고 관리하는 행위에 대한 선호 순위를 나타내며 피라미드 형태로 도표화하여 표현한다. 이 계층은 일련의 폐기물 관리 단계를 통해 물질 또는 산물의 진행도를 포착한다.
폐기물 관리의 목적은 산물로부터 최대한의 실용적인 이익을 취하고 최소한의 양의 폐기물을 만들어내는 것이다. 폐기물 계층을 적절히 응용하면 여러 장점을 취할 수 있다. 온실기체 방출을 예방하고 오염물질을 줄이며 에너지를 절약하고 자원을 보존하며 직업을 만들고 그린 기술 개발을 장려하는데 도움을 줄 수 있다.

## 같이 보기
- 유럽 환경청